# Tjocknäbbad bärpickare
Tjocknäbbad bärpickare (Melanocharis crassirostris) är en fågel i familjen bärpickare inom ordningen tättingar.

## Utseende och läte
Tjocknäbbad bärpickare är en liten fågel. Hanen är mörkgrå ovan och ljusgrå under, med en liten ljus tofs på sidan. Honan är mörk ovan med kraftig vit fläckning och olivkantade vingpennor, undertill streckad ljus buk. Hanen liknar hona gulsidig bärpickare och solfjädersbärpickare, men har längre näbb och kortare stjärt. Honan liknar bärätaren, men är mycket mindre. Lätet är ett ljust och tunt "tsiip".

## Utbredning och systematik
Tjocknäbbad bärpickare förekommer på Nya Guinea, från nordvästra till centrala delarna. Tidigare inkluderades Melanocharis piperata i arten, då med namnet prickig bärpickare. Den urskiljs dock allt oftare som egen art, varvid det svenska trivialnamnet förs över från crassirostris till piperata för att mer träffsäkert återge artens utseende.

## Status
Arten har ett stort utbredningsområde och internationella naturvårdsunionen IUCN kategoriserar arten som livskraftig. Beståndsutvecklingen är dock oklar.